# Circuit électronique
 (mars 2017).
Si vous disposez d'ouvrages ou d'articles de référence ou si vous connaissez des sites web de qualité traitant du thème abordé ici, merci de compléter l'article en donnant les références utiles à sa vérifiabilité et en les liant à la section « Notes et références ».
Ne doit pas être confondu avec un circuit électrique.

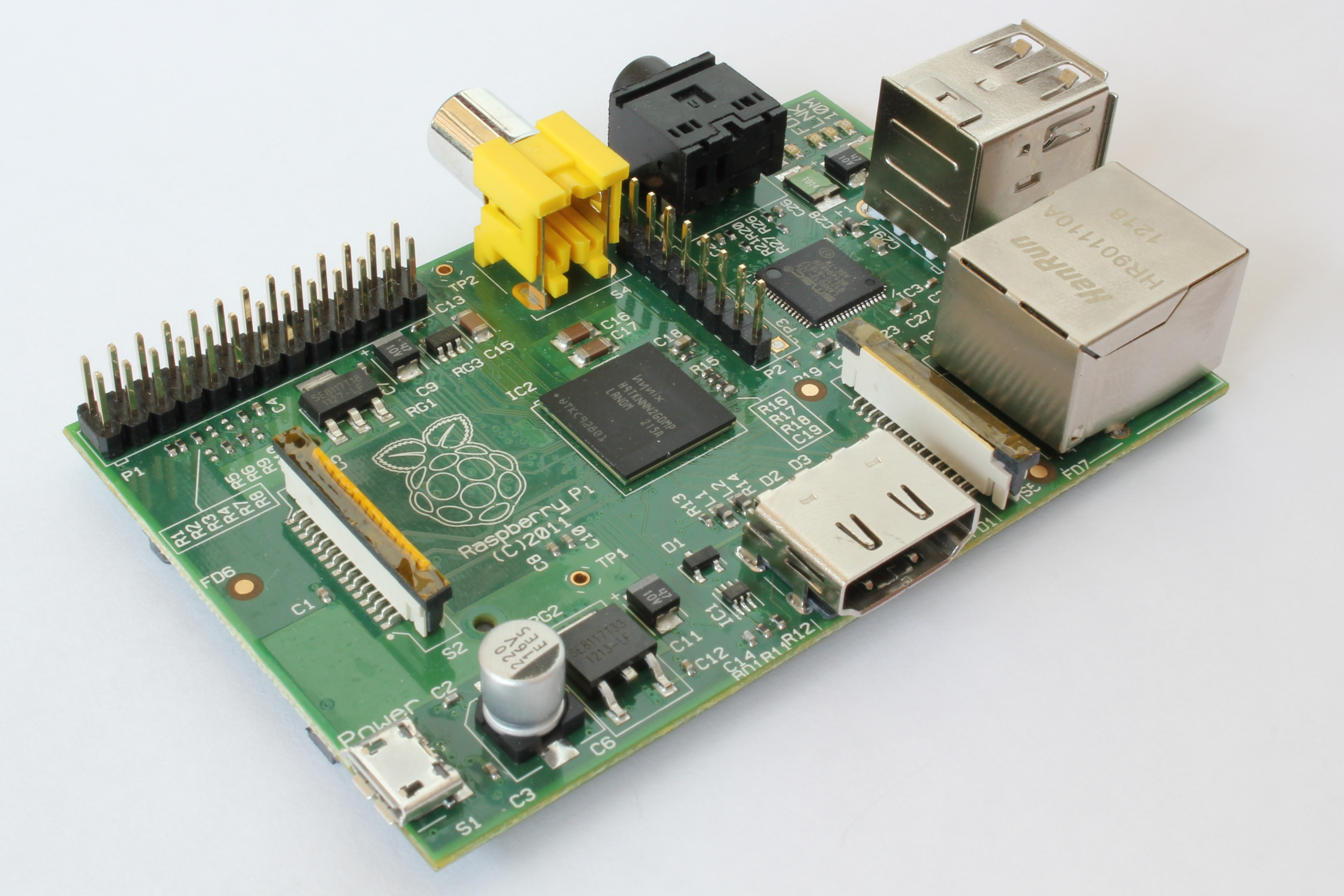
Circuit électronique du RaspberryPi

Un circuit électronique est un circuit électrique comprenant des composants électroniques interconnectés dont le but est de remplir une fonction.
Un circuit électronique est souvent réalisé sur un circuit imprimé et, parmi ses composants, certains sont fréquemment eux-mêmes des circuits électroniques intégrés.

## Description
Un circuit électronique peut être étudié comme une boîte noire dont on ne considère que les grandeurs électriques présentes à chacune de ses connexions extérieures. On classe ces connexions ou bornes parmi ces catégories :
- référence de tension ou masse,
- bornes  d'alimentation électrique,
- bornes d'entrée[4],
- bornes de sortie[5],
- bornes de réglage ou de contrôle.

Le schéma du circuit fournit un modèle simplifié de l'interaction des composants, sans les contraintes de leur implantation matérielle, pour permettre de saisir le cheminement des signaux et leur interaction, selon la théorie des circuits.
Les composants se répartissent entre :
- actifs (diode, transistor, triac, circuit intégré, microprocesseur, etc.),
- passifs (résistances, condensateurs, bobines, etc.),
- afficheurs (galvanomètres, diodes électroluminescentes, écrans, etc.).

Des prototypes simples sont montés sur platine d'expérimentation. Les composants d’un circuit électronique en production sont souvent assemblés sur un support isolant (résine époxy), à une ou plusieurs couches et comportant des pistes conductrices et des connecteurs, appelé circuit imprimé, sur lequel les composants sont de tous types dont les circuits intégrés eux-mêmes constitués d'un ensemble de circuits électroniques regroupés dans un seul composant et destinés à réaliser une ou plusieurs fonctions.

## Conception

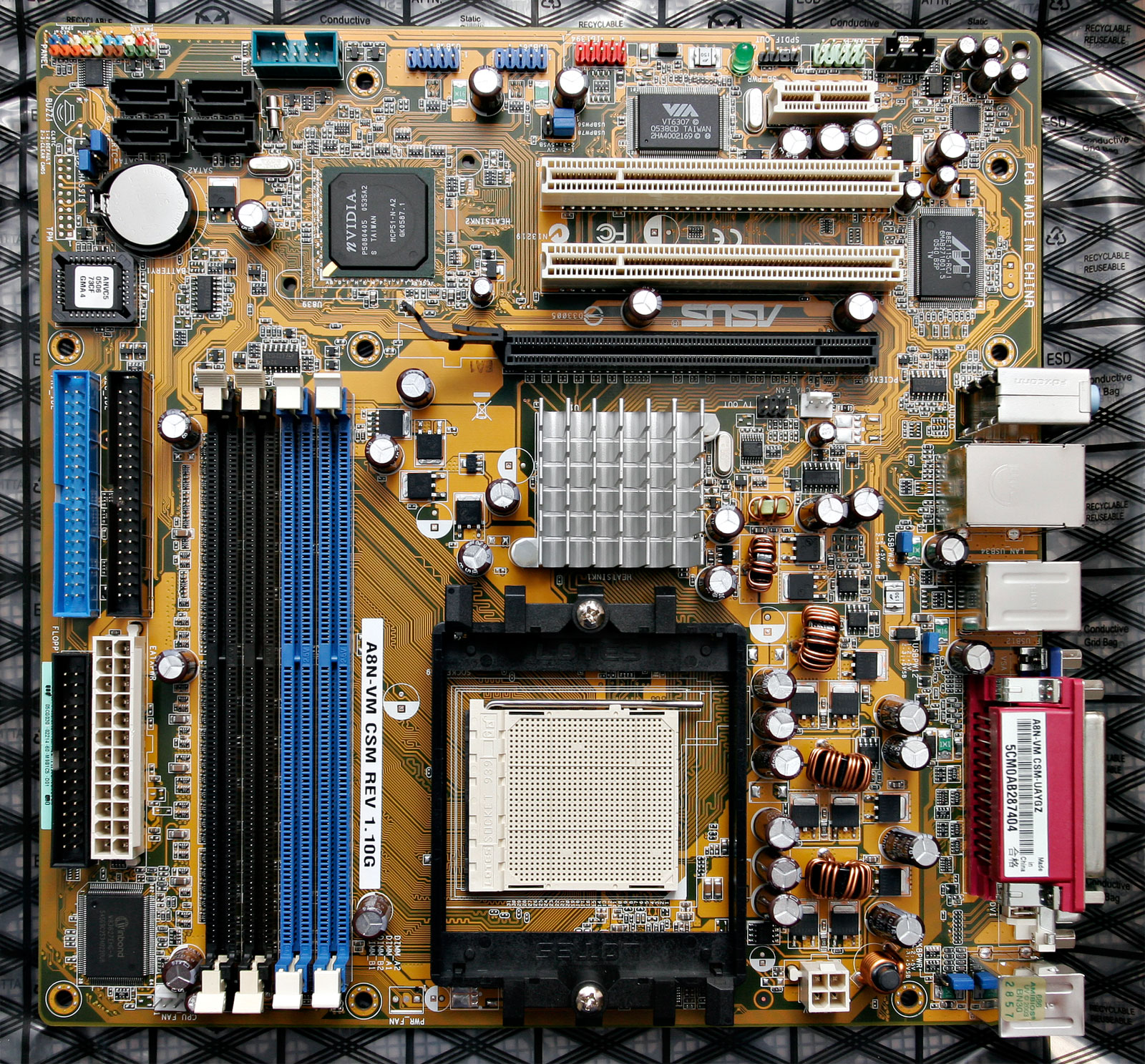
Circuit électronique d'une carte mère d'ordinateur

Un circuit électronique peut paraître complexe alors qu'il est souvent constitué de circuits électroniques indépendants, eux-mêmes constitués de modules, parfois appelés « étages ». Ces modules sont constitués eux-mêmes de modules élémentaires : les composants électroniques.
Les principaux « étages » rencontrés en électronique sont :
- l’alimentation ;
- le filtre ;
- la puissance ;
- l’amplification (de signal, de son, etc.) ;
- l’informatique : circuits logiques, bus, mémoires, etc. ;
- le traitement du signal.

### L’alimentation

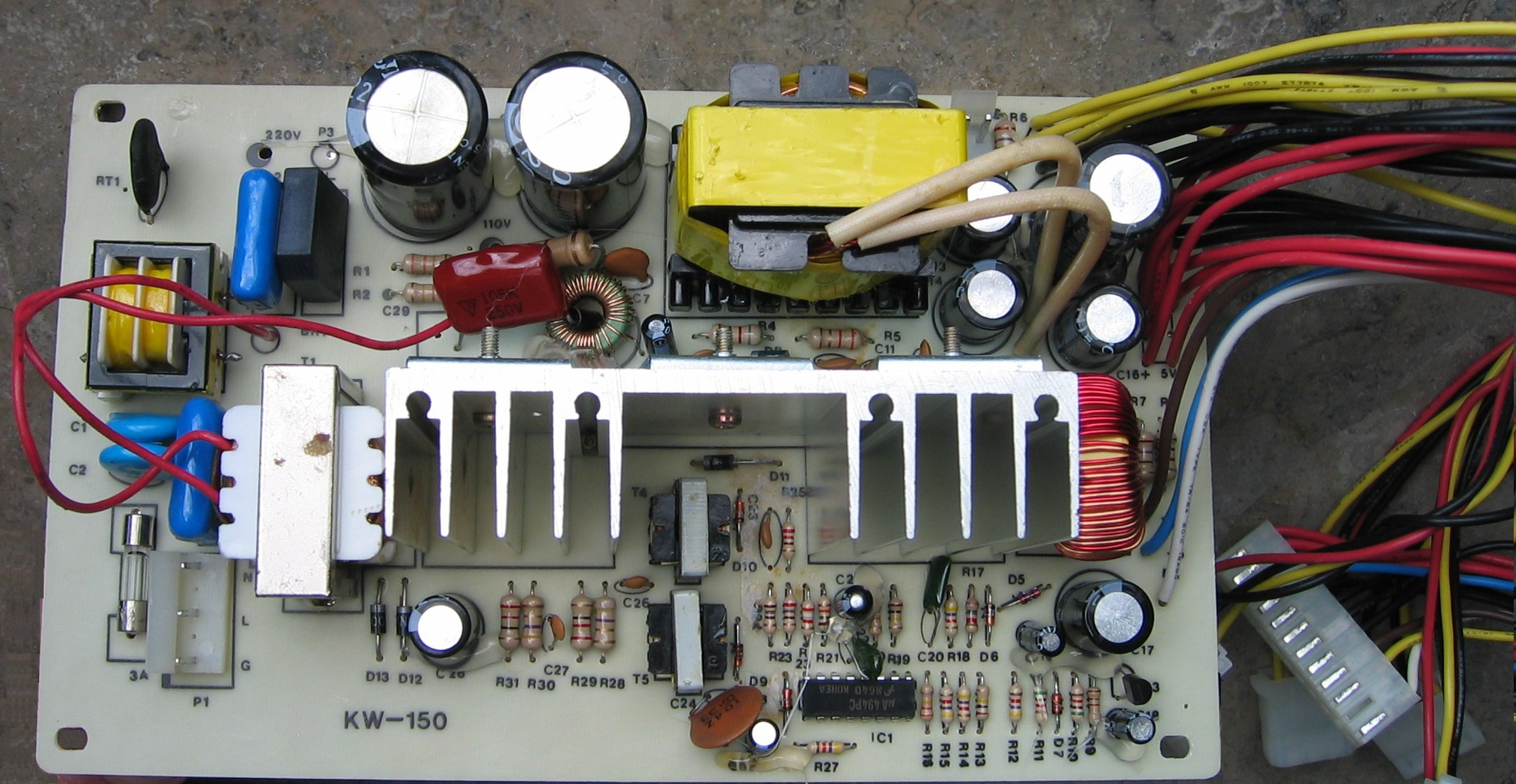
circuit d'alimentation d'un ordinateur

Une alimentation a pour but de générer du courant avec les caractéristiques nécessaires au fonctionnement d'un circuit. Elle est donc constituée :
- éventuellement d’un générateur électrique produisant de l'électricité à partir d'une autre forme de puissance, s'il n'est pas raccordé à une source extérieure d'électricité ;
- d’un étage de transformation, qui sert à rapprocher la tension électrique des tensions nécessaires aux autres composants. Il était souvent réalisé par un transformateur (à une ou plusieurs sorties), un redresseur et un filtre les tensions continues requises ; au XXIe siècle c'est généralement une alimentation à découpage.

### Les filtres
Un filtre sert à modifier la structure harmonique d’un signal analogique. On distingue différents types de filtres :
- coupe-bande (ou réjecteur) pour supprimer un fréquence particulière (la fréquence de 50 Hz du secteur par exemple) ;
- passe-bande pour ne laisser passer qu'une bande de fréquence (la bande UHF par exemple) ;
- passe-haut (ou coupe-bas) pour supprimer tout ce qui est au-dessous d'une certaine fréquence (par exemple les fréquences basses du téléphone dans un filtre ADSL) ;
- passe-bas (ou coupe-haut) pour supprimer tout ce qui est en dessus d'une certaine fréquence (par exemple les fréquences hautes tel qu'internet ou la télévision dans un filtre ADSL)

### La puissance
Le module de puissance fonctionne avec quelques contraintes. Il doit :
- posséder des composants électroniques adaptés à la tension de fonctionnement et à la puissance à gérer (isolation électrique, échauffement, etc.) ;
- posséder un étage de protection (détection de surchauffe, de courts-circuits, etc.) ;
- répondre aux normes encadrant l’utilisation de l’appareil.

### L’amplification

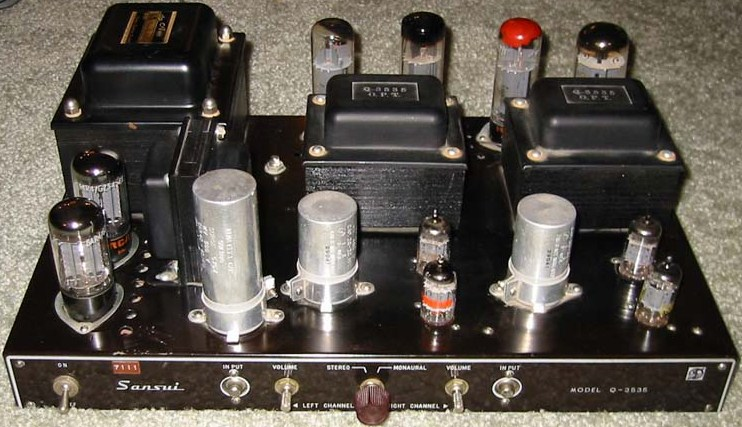
Circuit amplificateur d'une chaîne hi-fi

L’amplification est réalisée au moyen d’un composant de base, le transistor, mais aussi souvent grâce à des circuits intégrés spécialisés. Le domaine de l’amplification est tellement utilisé en électronique, qu’au fil du temps, différents modules sont venus se greffer au transistor (lissage, rétrocontrôle, protection). Un composant intègre toutes ces fonctions : l’amplificateur opérationnel. Il contient un circuit électronique intégré constitué de transistors, condensateurs et diodes.

### L’informatique

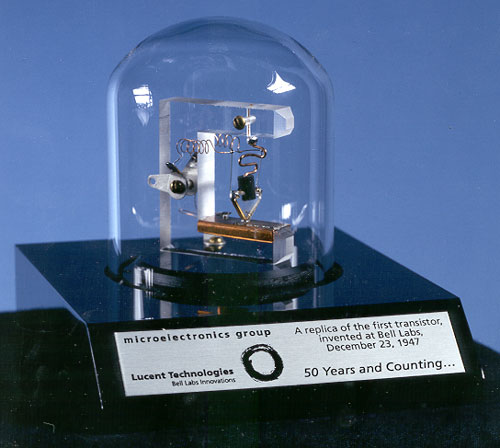
Réplique du premier transistor inventé

En électronique, on peut aussi voir un signal électrique comme porteur d’information. Ce département de l’électronique s’appelle l’informatique. L’acteur principal est le transistor, mais vu cette fois-ci comme un interrupteur. Le signal étant codé uniquement sur deux valeurs :
- présence de tension → valeur « 1 »
- absence de tension → valeur « 0 »

Lors de la conception d'un circuit électronique pour l’informatique, on raisonne surtout avec ces deux chiffres (0 et 1), c’est donc un signal numérique qui est traité.
Les principaux modules numériques sont :
- les portes logiques
- les opérateurs logiques (assemblage de portes logiques)
  - module additionneur
  - module soustracteur
  - module compteur
- les mémoires : vives ou mortes
- les processeurs

Le traitement informatique est souvent découplé du traitement analogique. Le pont entre ces deux mondes est réalisé par deux convertisseurs :
- le convertisseur analogique-numérique qui permet acquérir la valeur d'une tension par exemple ;
- le convertisseur numérique-analogique qui permet de générer un son par exemple.

### Autres
Il existe beaucoup d’autres modules en électronique, parmi lesquels :
- les émetteurs-récepteurs :
  - radio (portails électriques, fermeture centralisée d’une voiture, etc.)
  - infrarouge (télécommande de téléviseur)
- les circuits de transmissions de données, par exemple les bus informatiques, les lignes RS-232, USB, SATA, etc. ;
- le multiplexage qui permet de mélanger plusieurs signaux dans le but de les transmettre par le même support, au moyen des opérations de multiplexage et démultiplexage ;
- le modem permettant de transmettre des informations sur une ligne téléphonique aujourd'hui souvent sous forme d'ADSL ;
- le timer : circuit intégré permettant de synchroniser différentes opérations entre plusieurs composants numériques en générant un signal d'horloge.

### Les interfaces
Un circuit électronique peut avoir besoin d’informations extérieures, non électriques. Dans ce cas, il existe différents convertisseurs d’information et/ou d'énergie (transducteurs) :

#### Les commandes
Les principales commandes convertissant un phénomène physique en signal électrique sont :
- l'interrupteur (signal binaire à la suite d'une pression solide) (ex : bouton poussoir, fin de course)
- le potentiomètre rotatif (angle de rotation) (ex : bouton de volume d’une chaîne hi-fi)
- le potentiomètre linéaire (distance) (ex : variateur de lampe halogène)
- l’électroaimant (variations d’un champ magnétique) (ex : micros de guitare)
- le métal (champ électrostatique) (ex : alarmes de voitures)
- le microphone (vibration) (ex : micro)
- le capteur de pression (pression fluide – gaz ou liquide) (ex : station météo)
- le capteur piézo-électrique (signal analogique à la suite d'une pression solide) (ex : balances)
- le capteur de température (ex : thermomètre électronique)
- le capteur chimique (molécule) (ex : détecteur de monoxyde de carbone)
- les barrières (passage d’un corps opaque devant un rayon)
  - infrarouge (ex : sonnette d’entrée des magasins, compte tours)
  - laser
- le capteur de proximité
- le capteur optique (ex : souris d’ordinateur)
- le capteur laser (disque optique) (ex : lecteur CD)
- le capteur volumétrique (ex : alarmes)
- le capteur infrarouge (lumière infrarouge) (ex : téléviseurs)
- le photorécepteur (quantité de lumière) (ex : éclairage nocturne automatique)
- l’accéléromètre (accélération) (ex : mesures d’accélération et de position)
- le gyroscope (variation de position)
- l’antenne (signal radio)
- l’électrode (variation du champ électrique) (ex : électrocardiographe)
- le dynamomètre (vitesse de rotation)

#### Les actionneurs
Les principaux convertisseurs permettant d’obtenir une action physique à partir d’un signal électrique (entre parenthèses le type de signal généré) sont :
- le moteur électrique (rotation) (ex : voiture électrique)
- le canon à électron (émission d’électrons) (ex : téléviseur)
- l’électroaimant (champ magnétique) (ex : verrouillage de portes)
- le haut-parleur (variation de pression) (ex : chaîne hi-fi)
- l’électrovanne (ouverture/fermeture d’une vanne)
- l’émetteur électromagnétique (rayonnement électromagnétique)
  - Ampoule à Incandescence (lumière visible)
  - tube fluorescent (ultraviolets)
  - ampoule halogène (lumière visible) (ex : éclairage de concerts)
  - Led/Oled (lumière visible monochromatique) (ex : voyants en tout genre)
  - l’émetteur infrarouge (lumière infrarouge) (ex : télécommande)
  - l’émetteur micro-onde (micro-ondes) (ex : micro-ondes)
  - l’émetteur radio (ondes radio) (ex : émetteur radio)
- la résistance (rayonnement thermique, chaleur) (ex : convecteurs)

## Les composants électroniques
Les composants électroniques sont les éléments de base d'un circuit électronique, et possèdent chacun une fonction élémentaire.
Ils appartiennent à deux grandes familles dont les représentants les plus courants sont cités dans la liste suivante :
- les composants analogiques

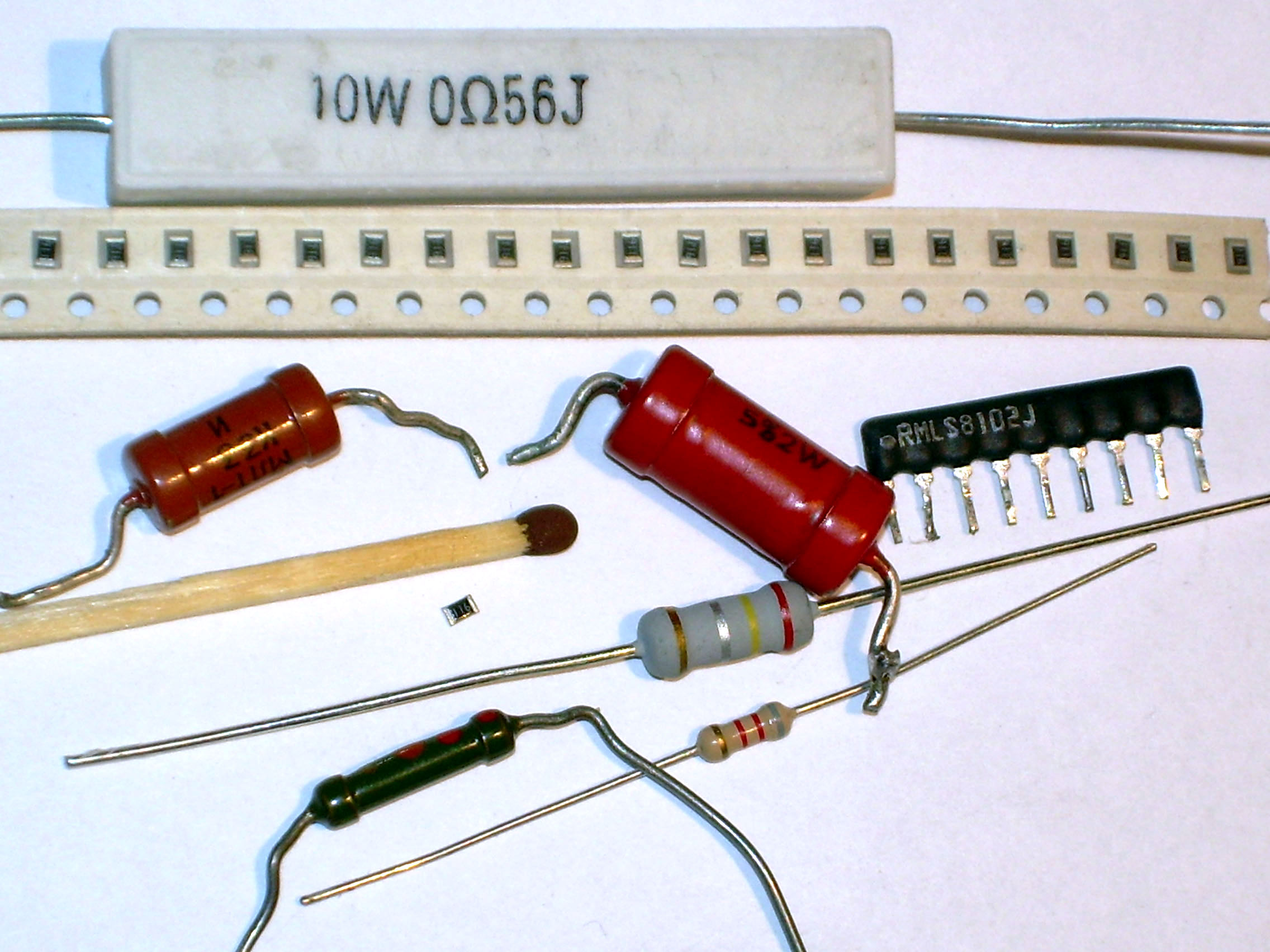
Différents types de résistances électroniques

  - Différents types de résistances électroniquesrésistance (limitation du courant ou conversion courant-tension selon l'usage)
  - diode (passage du courant dans un seul sens)
  - condensateur (accumulation de courant)
  - transistor et son précurseur, le tube (amplification/commutation)
  - bobine (self ou inductance) (filtrage de parasites, résistance à toute variation du courant)
  - le transformateur (amplification/abaissement de la tension)
  - l'amplificateur opérationnel (composant actif permettant de réaliser les principales opérations mathématiques : addition, soustraction, multiplication, division, intégration, dérivation) sur des signaux analogiques
  - le triac/thyristor

- les composants numériques
  - Compteur-décompteur
  - Circuits opérationnels (additionneur, soustracteur)
  - Circuits logiques
  - multiplexeur-démultiplexeur
  - mémoire

## Fabrication
La première étape réside dans la fabrication du circuit imprimé permettant de connecter les composants les uns avec les autres.
Une fois la carte électronique fabriquée s'ensuit l'étape d'assemblage, au cours de laquelle les composants électroniques sont soudés à la carte par brasage. Plusieurs techniques d'assemblage existent selon les types de composants :

### Composants traversants
Historiquement les premières cartes électroniques utilisent des composants dit traversants, dont les pattes s'insèrent dans des trous métallisés. Ces composants sont soudés soit manuellement soit par soudure à la vague (en anglais Wave soldering).

Composant traversants
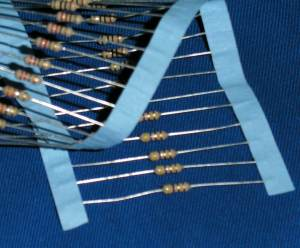
Résistances traversantes
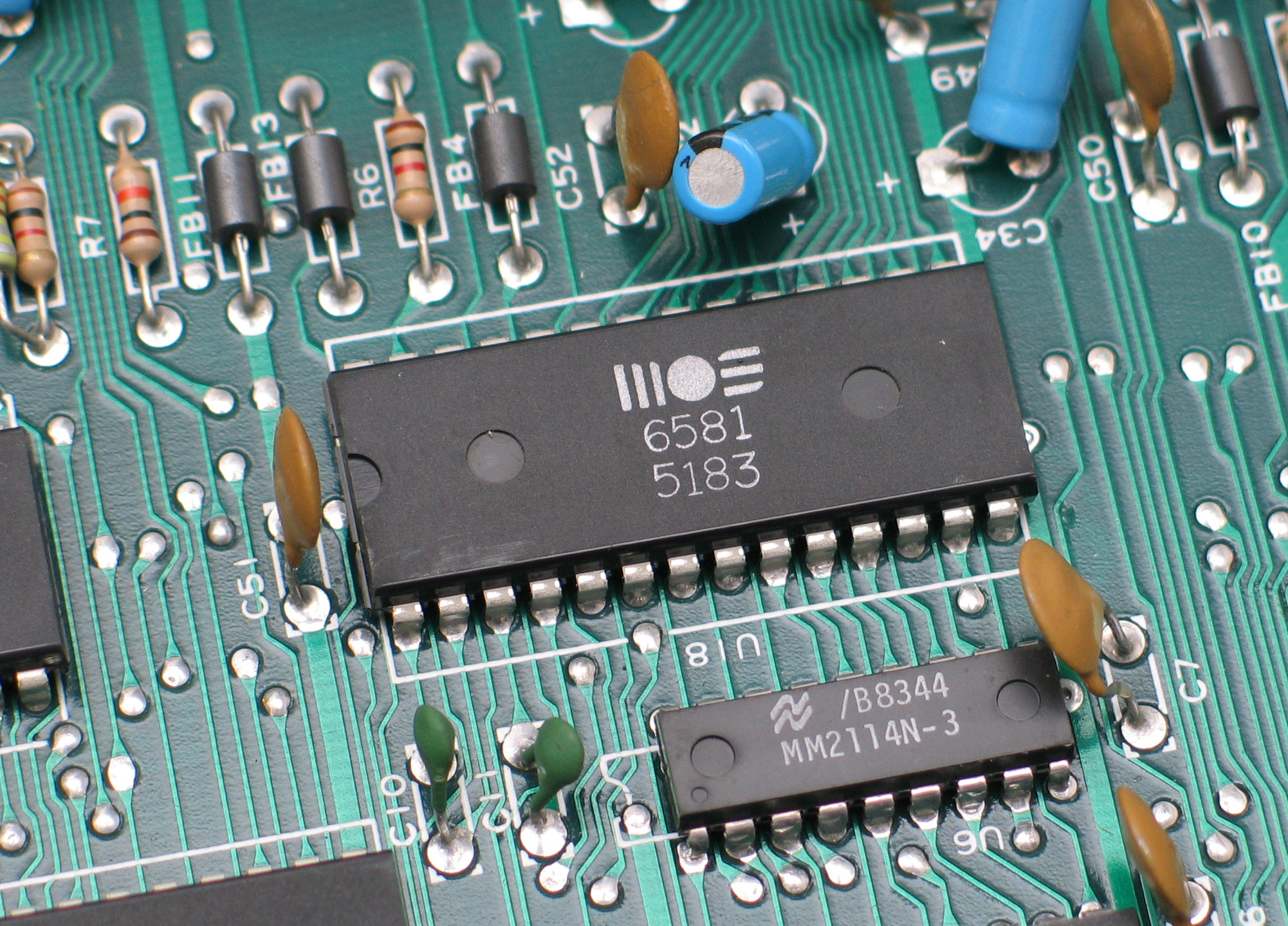
Composants d'un ordinateur des années 1980.

### Composants montés en surface

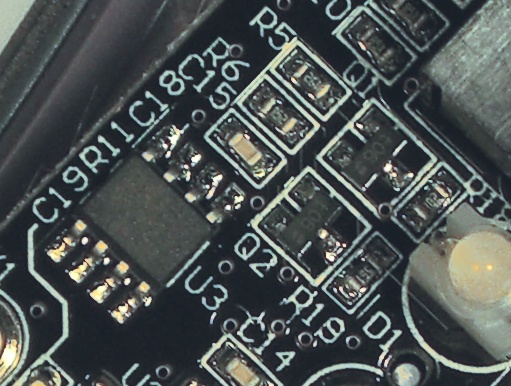
Composants montés en surface

La technique de montage en surface des composants les plus récents appelés CMS, en anglais surface mount technology (SMT), est apparue dans les années 1960 et est devenue en 2018 la technique la plus utilisée dans l'industrie.